# 犹他湖
犹他湖（Utah Lake）位于美国犹他州中北部犹他县境内，湖泊面积390平方公里。犹他湖属于史前的邦纳维尔湖（Lake Bonneville）残迹。湖水主要依赖乔丹河补给，然后泄入西北方的大盐湖。设有犹他湖州立公园，保护当地鸟类。在21世纪初，沿岸有超过25万人口，主要城市包括普若佛、奥勒姆等。